# Nina Novak
Nina Novak, originalmente Nina Nowak (Varsovia, 23 de marzo de 1923 - Filadelfia, 15 de marzo de 2022), fue una bailarina, coreógrafa y maestra de ballet polaca residente en Venezuela desde 1963.

## Biografía
En 1935, después de pasar un examen de admisión, ingresó en la Escuela de Ballet de la Ópera de Varsovia; allí estudió con los maestros Nijinska y Woizikowsky. Con el inicio de la Segunda Guerra Mundial y la invasión de los alemanes y posteriormente de los rusos a Polonia, fue recluida en un campo de concentración. Logró escapar y huyó de su Varsovia natal.
En 1948 ingresó al Ballets Russes de Montecarlo. Esta compañía se desintegró en 1950 y fue refundada en 1954, Novak ingresó nuevamente como solista, pero ya hacia finales de 1962, la compañía desapareció definitivamente.
Después de varias invitaciones esporádicas en diferentes compañías del mundo, se radicó definitivamente en Venezuela en 1963, donde continuó bailando y fundó la Academia de Ballet Clásico Nina Novak.
En 1985, Vicente Nebrada la invitó a formar parte del Ballet Teresa Carreño como directora artística del repertorio clásico. Esta colaboración duró dos años. Posteriormente fue invitada regularmente para dictar clases y bailar con la compañía.

## Premios y reconocimientos
- 1996: Premio Casa del Artista al mejor Coreógrafo.
- 1997: Premio CONAC Maestra del Año.